# Tianjin Jinmen Tiger FC
El Tianjin Jinmen Tiger FC (xinès: 天津津门虎足球俱乐部, Tiānjīn Jīnmén Hǔ Zúqiú Jùlèbù) és un club de futbol xinès de la ciutat de Tianjin. Va ser fundat el 1998 i juga a la Superlliga xinesa.
Els orígens del club es troben en l'any 1951, quan els governs locals, amb jugadors de Beijing i Tianjin crearen el North China Football Team. El 1956 es dividí i nasqué el Tianjin Football Team. El 16 de febrer de 1998, el TEDA Group (Tianjin Economic–Technological Development Area) és va fer amb els regnes del club i l'uní amb d'altres clubs locals com Tianjin Vanke per formar el Tianjin TEDA FC.
Evolució del nom:
- 1956-1992: Tianjin (天津市足球队).[6]
- 1993-1997: Tianjin F.C. (天津足球俱乐部)
- 1998-2020: Tianjin TEDA (天津泰达)
- 2021-avui: Tianjin Jinmen Tiger (天津津门虎)

## Palmarès
- Lliga xinesa de futbol:[7]
  - 1960, 1980, 1983

- Copa xinesa de futbol:[8]
  - 1960, 2011